# Dabei: Ein Clown
Dabei: Ein Clown (Originaltitel: Larmar och gör sig till) ist ein schwedisch-dänisch-norwegisch-italienisch-finnisch-deutscher Fernsehfilm von Ingmar Bergman aus dem Jahr 1997.

## Handlung
Uppsala 1925: Carl Åkerblom sitzt in der Psychiatrie ein, nachdem er in einem Wutanfall seine Verlobte Pauline schwer verletzte. Sein neuer Mitpatient Osvald Vogler erzählt ihm vom Schicksal einer jungen Wiener Prostituierten, Mizzi Veith, die sich ertränkte. Nachts erscheint Carl der Tod in der Gestalt des Clowns Rigmor (= Rigor mortis). Carl und Vogler ersinnen gemeinsam einen Film, in dessen Mittelpunkt die fiktive Romanze zwischen Franz Schubert und Mizzi stehen soll. Carl will den „Freuden eines Freudenmädchens“ betitelten Film als Tonfilm herausbringen, indem ein zuvor produzierter Stummfilm mit Schauspielern und Musikern auf Tournee geht, die die Dialoge und Musik während der Aufführung einsprechen bzw. einspielen. Finanziert werden soll er aus dem Vermögen von Voglers wohlhabender junger Frau.
Einige Zeit später: Die Tournee ist in der Provinzstadt angekommen, in der Carl aufgewachsen ist. Die Besetzung ist aufgrund innerer Querelen auf Carl, Pauline und Vogler zusammengeschrumpft, begleitet von einem kranken Projektionisten. Die abendliche Aufführung, zu der sich nur eine Handvoll Neugieriger und Carls Halbschwester einfinden, muss wegen eines Brandes im Sicherungskasten abgebrochen werden. Die drei Darsteller beschließen, den Film stattdessen als improvisiertes Theaterstück aufzuführen. Während der Aufführung erscheint Carl erneut der Todesbote Rigmor. Im Finale wird Vogler abgeholt, dessen Frau seine Wiedereinweisung in die Psychiatrie veranlasst hat. Carl und Pauline schaffen es, die Vorstellung zu beenden. Später wendet sich Carl in einem neuerlichen Wutanfall erst gegen Pauline, dann gegen sich selbst, indem er sich die Pulsadern öffnet. Pauline kündigt an dass, falls er sterben sollte, sie ihm folgen werde.

## Hintergrund

### Produktion und Filmstart
Das Drehbuch zu Dabei: Ein Clown basiert auf einem Theaterstück Ingmar Bergmans, das wie der Film den Titel Larmar och gör sig till trägt, aber nicht aufgeführt wurde. Es nimmt dabei Motive eines historischen Prozesses auf, der in Wien 1908 und 1909 gegen den Vater einer jugendlichen Prostituierten – Mizzi Veith – geführt worden war und der in der Öffentlichkeit rege Anteilnahme hervorgerufen hatte.
Der in internationaler Koproduktion entstandene Film wurde am 1. November 1997 im schwedischen und am 24. Mai 1998 im deutschen Fernsehen ausgestrahlt. Ebenfalls im Mai 1998 lief Dabei: Ein Clown auf den Internationalen Filmfestspielen von Cannes im Rahmen der Reihe Un Certain Regard.

### Position in Bergmans Werk
Dabei: Ein Clown war Bergmans erste Filmarbeit seit Die Gesegneten (1986). Neben neueren regulären Ensemblemitgliedern Bergmans wie Börje Ahlstedt, Marie Richardson und Pernilla August versammelte der Film auch Veteranen wie seinen Stammschauspieler Erland Josephson, Inga Landgré, die Hauptdarstellerin seines Debütfilms Kris (1944), und Anita Björk aus Sehnsucht der Frauen (1952).
Die Figur des Carl Åkerblom tauchte bereits in Bergmans Fanny und Alexander (1982) sowie in den von ihm geschriebenen Filmen Die besten Absichten (1992, Regie: Bille August) und Sonntagskinder (Söndagsbarn; 1992, Regie: Daniel Bergman) auf.

## Kritiken
„Ein fürs Fernsehen entstandenes Alterswerk von Ingmar Bergman, der sich ironisch und bitter mit Theater und Kino auseinandersetzt. [Die Geschichte] verdichtet sich zu einer zugleich ironischen und abgrundtief traurigen Hommage an Theater und Kino, jene beiden Weggefährten Bergmans, die sein Leben bestimmt haben.“